# 李鎮區 (愛荷華州波爾克縣)
李鎮區（英語：Lee Township）是位於美國愛荷華州波爾克縣的一個行政鎮區。

## 地方資料
根據2010年美國人口普查的數據，李鎮區的面積為66.61平方千米，當中陸地面積為65.06平方千米，而水域面積為1.61平方千米。當地共有人口63026人，而人口密度為每平方千米946.19人。